# Edgewood (Illinois)
Pour les articles homonymes, voir Edgewood.
Edgewood est un village du comté d'Effingham dans l'Illinois, aux États-Unis,. Il est situé au sud du comté et d'Effingham, le siège de comté.

## Histoire
Le village est fondé durant les années 1850 et baptisé du fait de sa proximité à une forêt. Il est incorporé le 23 juin 1882.

## Démographie
Lors du recensement de 2010, le village comptait une population de 440 habitants. Elle est estimée, en 2016, à 427 habitants.

## Source de la traduction
- (en) Cet article est partiellement ou en totalité issu de l’article de Wikipédia en anglais intitulé « Edgewood, Illinois » (voir la liste des auteurs).